# Dioctria engeli
Dioctria engeli là một loài ruồi trong họ Asilidae. Dioctria engeli được Noskiewicz miêu tả năm 1953.